# Ypeymolen
De Ypeymolen (Fries: Ypey Mûne) is een poldermolen ten westen van het Friese dorp Rijperkerk, dat in de Nederlandse gemeente Tietjerksteradeel ligt.

## Beschrijving
De Ypeymolen stond aanvankelijk bij het aan de noordrand van Tietjerk gelegen park Groot Vijversburg (ook wel het Bos van Ypey genoemd). Vanwege een roedebreuk werd de molen in 1958 buiten bedrijf gesteld. Hij werd gerestaureerd, maar daarbij kreeg hij te korte roeden, uit bezorgdheid over de mogelijkheid dat de jeugd anders in de onbeheerd staande molen zou kunnen klimmen. De Ypeymolen raakte vervolgens in verval. In de jaren 1980-1981 werd de molen verplaatst en op zijn nieuwe locatie aan de Rijperkerkstervaart gerestaureerd. Hier bemaalt de molen de 13 ha grote zomerboezem van de Koekoekspetten.
De Ypeymolen is eigendom van de Stichting De Fryske Mole.